# Ville-en-Vermois
Ville-en-Vermois – miejscowość i gmina we Francji, w regionie Grand Est, w departamencie Meurthe i Mozela.
Według danych na rok 1990 gminę zamieszkiwało 625 osób, a gęstość zaludnienia wynosiła 59 osób/km² (wśród 2335 gmin Lotaryngii Ville-en-Vermois plasuje się na 526. miejscu pod względem liczby ludności, natomiast pod względem powierzchni na miejscu 565.).